# The Addams Family (videojoc)
The Addams Family és el títol d'un videojoc llançat per la Game Boy, com també en diverses versions per l'Amiga, l'Amstrad CPC, l'Atari ST, el Commodore 64, la Game Gear, la Genesis, la NES, la SNES, i el ZX Spectrum. Els jocs són una tie-in de la pel·lícula del 1991, La Família Addams. Va ser publicat i desenvolupat el 1992 per Ocean Software. És un videojoc de plataformes i d'acció.